# Guangji (köpinghuvudort i Kina, Shaanxi, lat 34,12, long 108,15)
Guangji (kinesiska: 广济, 广济镇) är en köpinghuvudort i Kina. Den ligger i provinsen Shaanxi, i den nordvästra delen av landet, omkring 71 kilometer väster om provinshuvudstaden Xi'an. Antalet invånare är 35 223. Befolkningen består av 16 861 kvinnor och 18 362 män. Barn under 15 år utgör 17,0 %, vuxna 15-64 år 73 %, och äldre över 65 år 9,0 %.
Runt Guangji är det ganska tätbefolkat, med 199 invånare per kvadratkilometer. Närmaste större samhälle är Yangling, 18,2 km norr om Guangji. Trakten runt Guangji består till största delen av jordbruksmark.
Genomsnittlig årsnederbörd är 668 millimeter. Den regnigaste månaden är september, med i genomsnitt 143 mm nederbörd, och den torraste är december, med 1 mm nederbörd.